# Sherman County (Kansas)
Sherman County ist ein County im Bundesstaat Kansas der Vereinigten Staaten. Der Verwaltungssitz (County Seat) ist Goodland. Das U.S. Census Bureau hat bei der Volkszählung 2020 eine Einwohnerzahl von 5927 ermittelt.

## Geographie
Das County liegt fast im äußersten Nordwesten von Kansas, grenzt im Westen an Colorado, ist im Norden etwa 45 km von Nebraska entfernt und hat eine Fläche von 2735 Quadratkilometern, wovon ein Quadratkilometer Wasserfläche ist. Es grenzt in Kansas im Uhrzeigersinn an folgende Countys: Cheyenne County, Rawlins County, Thomas County, Logan County und Wallace County.

## Geschichte
Sherman County wurde am 20. September 1886 gebildet. Benannt wurde es nach William T. Sherman, einem der bekanntesten Generäle der Nordstaaten im Amerikanischen Bürgerkrieg und Kriegsminister in der Nachkriegszeit.
5 Bauwerke und Stätten des Countys sind im National Register of Historic Places eingetragen (Stand 30. August 2017).

## Demografische Daten
Nach der Volkszählung im Jahr 2000 lebten im Sherman County 6760 Menschen in 2758 Haushalten und 1781 Familien im Sherman County. Die Bevölkerungsdichte betrug 2 Einwohner pro Quadratkilometer. Ethnisch betrachtet setzte sich die Bevölkerung zusammen aus 93,83 Prozent Weißen, 0,36 Prozent Afroamerikanern, 0,33 Prozent amerikanischen Ureinwohnern, 0,19 Prozent Asiaten, 0,16 Prozent Bewohnern aus dem pazifischen Inselraum und 4,14 Prozent aus anderen ethnischen Gruppen; 0,99 Prozent stammten von zwei oder mehr Ethnien ab. 8,45 Prozent der Bevölkerung waren spanischer oder lateinamerikanischer Abstammung.
Von den 2758 Haushalten hatten 29,2 Prozent Kinder unter 18 Jahren, die mit ihnen gemeinsam lebten. 55,8 Prozent waren verheiratete, zusammenlebende Paare, 6,0 Prozent waren allein erziehende Mütter und 35,4 Prozent waren keine Familien. 29,2 Prozent aller Haushalte waren Singlehaushalte und in 14,4 Prozent lebten Menschen mit 65 Jahren oder darüber. Die Durchschnittshaushaltsgröße betrug 2,40 und die durchschnittliche Familiengröße betrug 3,00 Personen.
24,6 Prozent der Bevölkerung waren unter 18 Jahre alt. 11,8 Prozent zwischen 18 und 24 Jahre, 23,9 Prozent zwischen 25 und 44 Jahre, 22,8 Prozent zwischen 45 und 64 Jahre und 17,1 Prozent waren 65 Jahre alt oder älter. Das Durchschnittsalter betrug 38 Jahre. Auf 100 weibliche Personen kamen 104,5 männliche Personen. Auf 100 erwachsene Frauen ab 18 Jahren kamen 101,4 Männer.
Das jährliche Durchschnittseinkommen eines Haushalts betrug 32.684 USD, das Durchschnittseinkommen einer Familie betrug 38.824 USD. Männer hatten ein Durchschnittseinkommen von 28.012 USD, Frauen 20.927 USD. Das Prokopfeinkommen betrug 16.761 USD.
9,7 Prozent der Familien und 12,9 Prozent der Bevölkerung lebten unterhalb der Armutsgrenze.

## Orte im County
- Caruso
- Edson
- Goodland
- Kanorado
- Ruleton

Townships
- Grant Township
- Iowa Township
- Itasca Township
- Lincoln Township
- Llanos Township
- Logan Township
- McPherson Township
- Shermanville Township
- Smoky Township
- Stateline Township
- Union Township
- Voltaire Township
- Washington Township